# Маяк острова Галлоо
Маяк острова Галлоо (англ. Galloo Island Light) — маяк, расположенный на острове Галлоо в озере Онтарио близ границы США и Канады, округ Джефферсон, штат Нью-Йорк, США. Построен в 1820 году. Автоматизирован в 1963 году. Деактивирован в 1997 году.

## История
Маяк расположен недалеко от границы США и Канады, близ истока реки Святого Лаврентия, на небольшом острове Галлоо. Судоходство в этом месте достаточно оживлённое, а скалы около острова представляют опасность для навигации. 3 марта 1819 года Конгресс США выделил 12 500$ на строительство маяка на острове Галлоо. Строительство было завершено 4 октября 1820 года. Маяк представлял собой восьмиугольную башню из камня высотой 20 метров и диаметром 8 метров у основания. Рядом с башней был построен небольшой каменный дом смотрителя. Уже в 1838 году дом смотрителя нуждался в ремонте: во многих местах протекала крыша, хотя сам маяк был в хорошем состоянии. в 1857 году на маяк была установлена линза Френеля и отмечалось, что он находится в плохом состоянии. 7 апреля 1866 года Конгресс выделил 15 000$ на ремонтные работы. Было решено построить новый маяк, и в следующем году строительство было завершено. Новый маяк представлял собой башню из серого известняка высотой 18 метров, соединённую крытым переходом с двухэтажным домом смотрителя, также построенным из серого известняка. В 1897 году было дополнительно построено здание для противотуманного сигнала из красного кирпича. В 1899 году был построен деревянный дом помощника смотрителя. Береговая охрана США автоматизировала маяк в 1963 году. 1997 году маяк был объявлен избыточным, выведен из эксплуатации и продан на аукционе.
В 1983 году он был включен в Национальный реестр исторических мест.